# Belgique aux Jeux olympiques d'hiver de 1984
La Belgique participe aux Jeux olympiques d'hiver de 1984 à Sarajevo en Yougoslavie du 8 au 19 février 1984. Il s'agit de sa douzième participations aux Jeux d'hiver et son équipe formé de quatre athlètes ne remporta pas de médaille.